# Occidozyga martensii
Occidozyga martensii és una espècie de granota que viu a Cambodja, Xina, Laos, Malàisia, Tailàndia, Vietnam i, possiblement també, a Myanmar.